# Acordo de cessar-fogo no Alto Carabaque em 2020
O acordo de cessar-fogo no Alto Carabaque em 2020 é um acordo de armistício que encerrou a guerra no Alto Carabaque em 2020. Foi assinado em 9 de novembro pelo presidente do Azerbaijão, Ilham Aliyev, o primeiro-ministro da Armênia, Nikol Pashinyan, e o presidente da Rússia, Vladimir Putin, e encerrou todas as hostilidades na região do Alto Carabaque desde as 00h00 de 10 de novembro 2020, hora de Moscou. O presidente da autodeclarada República de Artsaque, Ara Harutyunyan, também concordou com o fim das hostilidades.
O conflito etno–político entre azeris e armênios no Alto Carabaque ganhou nova intensidade durante os anos de 1991–1994, quando operações militares em grande escala foram realizadas para controlar a região e alguns territórios adjacentes. Em maio de 1994, um acordo de cessar-fogo foi assinado entre as partes, acabando assim com a guerra. Porém, novas hostilidades entre o Azerbaijão e a autoproclamada República de Artsaque começaram em 27 de setembro de 2020, até que um novo acordo de cessar-fogo com nove termos específicos foi assinado em 9 de novembro de 2020, após 44 dias de intensos combates.
No Azerbaijão, a notícia foi recebida com júbilo e grandes celebrações eclodiram em todo o país quando o acordo de cessar-fogo foi anunciado. Por outro lado, protestos violentos eclodiram em Erevã, onde as pessoas exigiram a demissão do primeiro-ministro. Organizações internacionais, como a União Europeia e a Organização das Nações Unidas, e diversos países saudaram e congratularam o acordo.

## Antecedentes

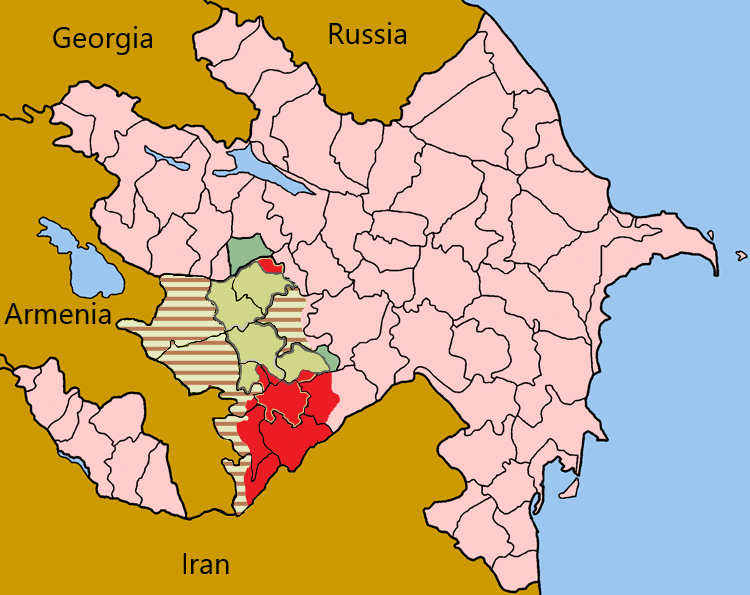
Mudanças territoriais em decorrência do acordo. A área marcada em vermelho permanece sob o controle do Azerbaijão. A área sombreada deve ser devolvida pela Armênia ao Azerbaijão até 1 de dezembro de 2020. As forças russas de manutenção da paz serão implantadas ao longo da fronteira do território verde claro

O conflito etno–político centenário entre azeris e armênios no Alto Carabaque ganhou nova intensidade durante os anos de reconstrução da URSS (1987–1988) no contexto do forte aumento dos movimentos nacionais na Armênia e no Azerbaijão. Em novembro–dezembro de 1988, o problema do Alto Carabaque foi além da área local, tornando-se um "confronto aberto nacional".
Em 1991–1994, esse confronto levou a operações militares em grande escala para controlar o Alto Carabaque e alguns territórios adjacentes. Em 5 de maio de 1994, o Protocolo de Bisqueque foi assinado, entre a Armênia, a não reconhecida República do Alto Carabaque e o Azerbaijão, e posteriormente em 12 de maio de 1994, um acordo de cessar-fogo foi assinado entre as partes. Como resultado da guerra, a maioria das regiões adjacentes da antiga Região Autônoma do Alto Carabaque da RSS do Azerbaijão, incluindo aquelas que ligavam a Armênia ao Alto Carabaque, ficaram sob o controle da República do Alto Carabaque.
As novas hostilidades entre o Azerbaijão e a autoproclamada República de Artsaque começaram em 27 de setembro de 2020. O Azerbaijão obteve vários ganhos territoriais nas seis semanas seguintes, culminando com a captura da cidade estrategicamente importante de Shusha após uma batalha feroz que levou as partes a concordarem em assinar um acordo de cessar-fogo em 9 de novembro de 2020.

## Visão geral

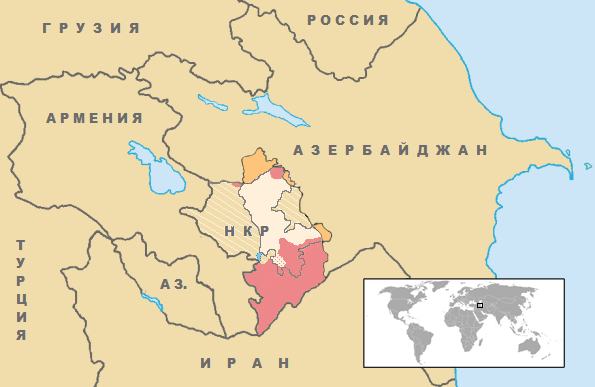
Fronteira no momento da assinatura do acordo com os ganhos territoriais do Azerbaijão durante a guerra em vermelho, o corredor de Lachin sob as forças de paz russas em azul e áreas a serem entregues pela Armênia ao Azerbaijão

Conforme o acordo, ambas as partes trocarão prisioneiros de guerra e os corpos dos mortos. Além disso, as forças armênias vão se retirar dos territórios controlados pelos armênios em torno do Alto Carabaque em 1 de dezembro. Além disso, uma força de paz russa de 2 000 soldados das Forças Armadas da Rússia será enviada à região por um período mínimo de cinco anos para proteger o corredor de Lachin, situado entre a Armênia e a região do Alto Carabaque. Segundo o Azerbaijão, as forças turcas também participarão do processo de manutenção da paz. Além disso, o Azerbaijão ganhará passagem para seu enclave de Naquichevão, separado do Azerbaijão, por meio de uma faixa de terra armênia perto da fronteira com a Turquia e o Irã. As forças russas também protegerão as estradas que ligam o Azerbaijão a Naquichevão.

## Termos do acordo

Azerbaijão fora da área em questão.
Armênia.
Áreas capturadas pelo Azerbaijão, para ficar sob seu controle.
Distrito de Kalbajar: a ser evacuado pela Armênia até 15 de novembro.
Distrito de Agdam: a ser evacuado pela Armênia até 20 de novembro.
Distrito de Lachin: a ser evacuado pela Armênia até 1 de dezembro.
Parte do Alto Carabaque, sem data específica de quando o Azerbaijão deve ceder a(s) terra(s).
Corredor de Lachin, com os soldados da paz russos.

O Acordo de Armistício Multilateral afirma:
Nós, o Presidente do Azerbaijão, I. Alyev, Primeiro-Ministro da República da Armênia, N.V. Pashinyan, e Presidente da Federação Russa, V.V. Putin, declaramos o seguinte:
1. Um cessar-fogo total e o fim de todas as hostilidades no conflito do Alto Carabaque desde as 00h00, hora de Moscou, em 10 de novembro de 2020. A República do Azerbaijão e a República da Armênia, doravante denominadas as partes, param nas atuais posições territoriais que ocupam;
2. O distrito de Agdam retorna à República do Azerbaijão em 20 de novembro de 2020;
3. Ao longo da linha de frente do Alto Carabaque e ao longo do corredor de Lachin , haverá um contingente de manutenção da paz da Federação Russa com 1 960 militares com armas pequenas, 90 veículos blindados, 380 veículos militares e outros equipamentos especiais;
4. O contingente de manutenção da paz da Federação Russa é implantado em paralelo com a retirada das forças armadas armênias do Alto Carabaque. A duração do contingente de manutenção da paz da Federação Russa é de 5 anos, com renovação automática pelos próximos 5 anos, se nenhuma das partes declarar o contrário com 6 meses de antecedência;
5. A fim de melhorar a eficácia do controle sobre a implementação pelas partes dos acordos de conflito, um posto de comando de manutenção da paz está sendo instalado a fim de fazer cumprir o cessar-fogo;
6. A República da Armênia retornará ao Azerbaijão, o distrito de Kalbajar em 15 de novembro de 2020, e o distrito de Lachin em 1 de dezembro. O corredor de Lachin (5 km de largura), que dará acesso do Alto Carabaque à Armênia, permanece sob o controle do contingente de manutenção da paz da Federação Russa. A cidade de Shusha, localizada dentro do corredor, permanecerá em posse dos Azeris . Por acordo das partes, um plano de construção será determinado nos próximos três anos para uma nova rota de movimento ao longo do corredor de Lachin, proporcionando uma ligação entre o Alto Carabaque e a Armênia com a subsequente redistribuição do contingente de manutenção da paz russo para proteger esta rota. A República do Azerbaijão garante a segurança do tráfego ao longo do corredor de Lachin de cidadãos, veículos e mercadorias em ambas as direções;
7. Pessoas deslocadas internamente e refugiados retornam aos territórios do Alto Carabaque e áreas adjacentes sob o controle do Alto Comissariado das Nações Unidas para os Refugiados;
8. Deve ser feita a troca de prisioneiros de guerra, reféns e outros detidos, bem como os restos mortais das vítimas;
9. Todas as atividades econômicas e ligações de transporte na região devem ser irrestritas. A República da Armênia garante a segurança das ligações de transporte entre as regiões ocidentais da República do Azerbaijão e o Naquichevão, a fim de organizar o movimento desimpedido de cidadãos, veículos e cargas em ambas as direções. O controle do transporte é realizado pelos órgãos do Serviço de Fronteiras do FSB da Rússia. Por acordo das partes, será realizada a construção de uma nova infraestrutura ligando o Naquichevão às regiões do Azerbaijão.[13][14][15][16]

O texto do comunicado publicado na manhã de 10 de novembro, no website do Presidente da Federação Russa, não contém uma frase sobre a transferência para o Azerbaijão dos territórios controlados por forças armênias no distrito de Gazakh do Azerbaijão, que constava do comunicado citado anteriormente por Pashinyan. Além disso, a frase de que o lado armênio mantém o corredor de Lachin foi removida da versão original, em vez disso, o corredor de Lachin é transferido para o controle das forças de manutenção da paz. A terceira mudança afetou o texto sobre as ligações de transporte entre Naquichevão e as regiões ocidentais do Azerbaijão. A versão final fala apenas de garantias de segurança da Armênia para tal mensagem, enquanto a versão original foi interpretada por alguns políticos armênios como dando um status especial (na verdade, extraterritorial) ao corredor de transporte para Naquichevão. O secretário de imprensa do presidente russo, Dmitry Peskov, pediu para se concentrar na versão publicada no website do Kremlin.

## Reações

### Armênia
Depois de assinar o acordo, o primeiro-ministro da Armênia, Nikol Pashinyan, afirmou que "Esta não é uma vitória, mas não há derrota até que você se considere derrotado, nunca nos consideraremos derrotados e isso se tornará um novo começo de uma era de unidade e renascimento de nossa nação". Protestos violentos eclodiram em Erevã, onde as pessoas exigiram a demissão do primeiro-ministro devido ao acordo de cessar-fogo, apelidando Pashinyan de "traidor". O presidente do Parlamento da Armênia, Ararat Mirzoyan, foi espancado por uma multidão enfurecida que invadiu o Parlamento após o anúncio do acordo de paz. Pashinyan indicou, no entanto, que a vida de Mirzoyan "não está em risco" e que ele foi submetido a uma cirurgia.

### Azerbaijão

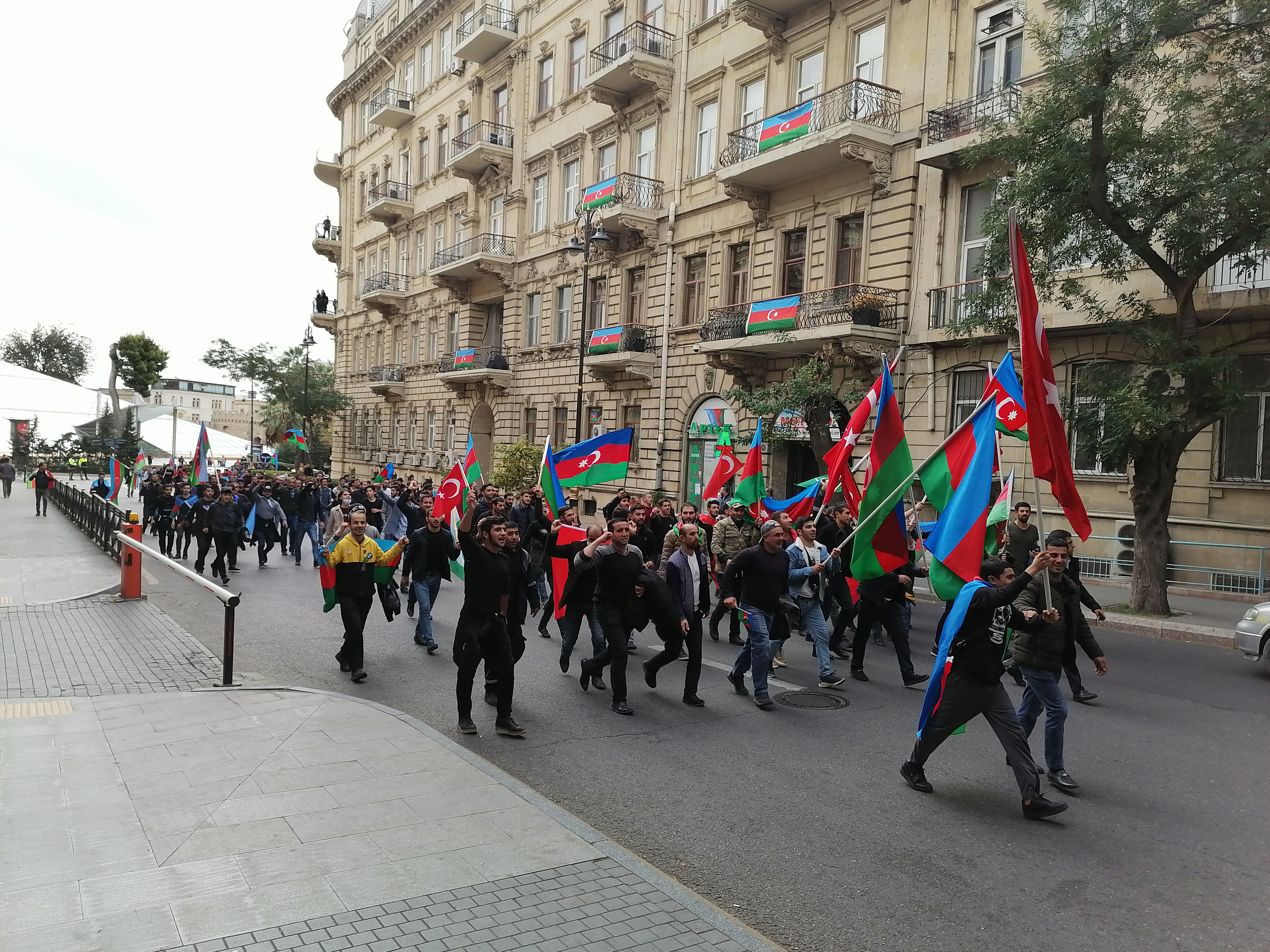
Celebrações em Bacu, Azerbaijão, após o tratado de paz

Sobre o acordo, o presidente do Azerbaijão, Ilham Aliyev, disse que "Esta declaração constitui a capitulação da Armênia. Esta declaração põe fim à ocupação que já durou anos". No Azerbaijão, o acordo foi recebido com júbilo. Grandes celebrações eclodiram em todo o país, principalmente em Bacu, quando a notícia do acordo foi anunciada.

### Internacionais

#### Organizações
- União Europeia — A União Europeia congratulou a cessação das hostilidades e espera que a continuação das negociações conduza a uma solução sustentável.[27]
- — Um porta-voz do Secretário-Geral das Nações Unidas, António Guterres, afirmou que "O Secretário-Geral está aliviado que o acordo tenha sido acordado para a cessação das hostilidades. Nosso foco consistente tem sido o bem-estar dos civis, o acesso humanitário e a proteção vidas, e esperamos que isso seja alcançado agora em conformidade com os importantes esforços anteriores dos copresidentes do [Grupo] Minsk".[28]
- O Secretário-Geral do Conselho Turco deu os parabéns o Azerbaijão por sua "conquista histórica de libertação de seus territórios ocupados e restauração da soberania sobre eles".[29]

#### Países
- A França afirmou que a cessação das hostilidades era crucial, exortou o Azerbaijão a cumprir os termos do acordo e afirmou sua amizade com a Armênia.[30]
- A presidente da Geórgia, Salome Zurabishvili, deu os parabéns a Armênia e o Azerbaijão por concordarem em encerrar as hostilidades, ofereceu condolências às famílias das vítimas da guerra e espera que uma nova era comece no Cáucaso do Sul.[31]
- O Irã saudou a assinatura do acordo e espera que ele leve a um acordo final que preservará a paz na região.[32]
- O Ministério dos Negócios Estrangeiros e da Integração Europeia da Moldávia comunicou que o país acolheu os acordos com satisfação e que a Moldávia apoiou a procura de uma solução pacífica duradoura para a região com base nas normas e princípios internacionais.[33]
- O ministro das Relações Exteriores do Paquistão emitiu um comunicado dizendo "Damos os parabéns o governo e o povo irmão do Azerbaijão pela libertação de seus territórios".[34]
- O Reino Unido saudou o acordo e encorajou ambas as partes a continuarem a trabalhar para uma solução duradoura para a controvérsia.[35]
- O presidente russo, Vladimir Putin, afirmou que "presumimos que os acordos alcançados criarão as condições necessárias para a resolução duradoura e completa da crise do Alto Carabaque com base na justiça e em benefício dos povos armênio e azerbaijão".[9]
- O ministro das Relações Exteriores da Turquia, Mevlüt Çavuşoğlu, deu os parabéns o Azerbaijão após a assinatura do acordo.[36]
- O presidente do Uzbequistão, Shavkat Mirzioev, presidindo a CEI para 2020, disse: "Saudamos os acordos alcançados sobre um cessar-fogo completo e a cessação de todas as hostilidades na zona do conflito do Alto Carabaque, alcançado com a assistência ativa da Federação Russa. Expressamos nossa esperança pelo rápido restabelecimento de uma vida pacífica nesta região."[37]